# Cadetia collinsii
Cadetia collinsii là một loài thực vật có hoa trong họ Lan. Loài này được Lavarack mô tả khoa học đầu tiên năm 1981.